# 约瑟普·布罗兹·铁托
约瑟普·布罗兹·铁托（羅馬化：Josip Broz Tito；1892年5月7日—1980年5月4日），本名约瑟普·布罗兹，南斯拉夫革命家、政治家，南斯拉夫共产主义者联盟中央委员会总书记、主席，南斯拉夫社会主义联邦共和国总统、总理，南斯拉夫元帅，在南斯拉夫执政36年。尽管执政时期被人批评为威权统治或独裁统治，有人描述他为仁慈独裁者，且他的个人形象通常被视为南斯拉夫联邦内各民族统一的象征。他还是不結盟運動發起人之一，与印度總理尼赫鲁、埃及總統纳赛尔共事。他的政治思想被称为铁托主义。

## 早期生活

### 一战前
铁托出生于奥匈帝国克罗地亚北部的村庄库姆罗韦茨，是家里的第七个孩子。其父亲为克罗地亚人，母亲为斯洛文尼亚人。与外公度过童年。1900年7月，8岁的他在库姆罗韦茨上小学。1905年，他在读到四年级时辍学；由于教育程度低，他终生存在拼写错误。1907年，离开农村，到锡萨克當一個锁匠的学徒，在那里首次见识到五一劳动节，并开始关注工人运动。

### 革命家
1913年，铁托被徵兵加入奥匈军队。1915年，因重伤被俄军俘虏，在13个月的康复治疗后被送至乌拉尔山劳改营。在那里他被选为狱长。1917年2月，暴动工人冲进监狱将他们释放，铁托随后加入布尔什维克组织。之后屡次被捕和逃亡，最终藏身于西伯利亚。1920年，他加入南斯拉夫共产党。

## 崛起
1937年，铁托开始领导南斯拉夫共產黨。在1940年10月召开的第五次全國代表大會上被選為南共總書記。一開始南共由於受到德蘇協定的影響，並沒有實際參與對德作戰，1940年以前甚至一度加入反戰運動。
1941年軸心國攻陷南斯拉夫，7月4日，德國進攻蘇聯後不久，南共中央決定發動全面性的武裝戰鬥，同年12月21日，建立第一支正規軍「第一無產階級旅」。組織「南斯拉夫人民解放军和游击队」，铁托任總司令。
當時南斯拉夫除了人民解放軍之外，還有受意大利王國及納粹德國支持的克羅埃西亞的獨立運動組織「烏斯塔沙」，建立了克羅地亞獨立國、以及塞爾維亞民族主義支持的「南斯拉夫祖國軍」（南斯拉夫王室支持者）。一開始主力同為塞爾維亞人的民族解放軍與南斯拉夫祖國軍一同對烏斯塔沙及軸心國軍隊作戰，但不久即因理念不同而分道揚鑣。南斯拉夫祖國軍採行等待戰術，等待攻擊德軍的適當時機。期間他們經常採取民族主義的恐怖手段，加劇南斯拉夫內部的混亂。克羅地亞烏斯塔沙政權則是針對塞爾維亞人、猶太人，以及許多少數民族進行種族清洗，並在克羅地亞建立大量集中營及滅絕營，鐵托的軍隊亦有時佔領一些地區後解放部份集中營。
铁托採取雙叉式的策略，一方面為了爭取成為反法西斯同盟公認成員，對軸心國進行武裝作戰。一方面是要在大戰結束時成為戰勝的政治力量。在1943年後到1945年大戰結束的這段期間，铁托的人民解放軍著手對抗祖國軍以及烏斯塔沙。

## 重建南斯拉夫

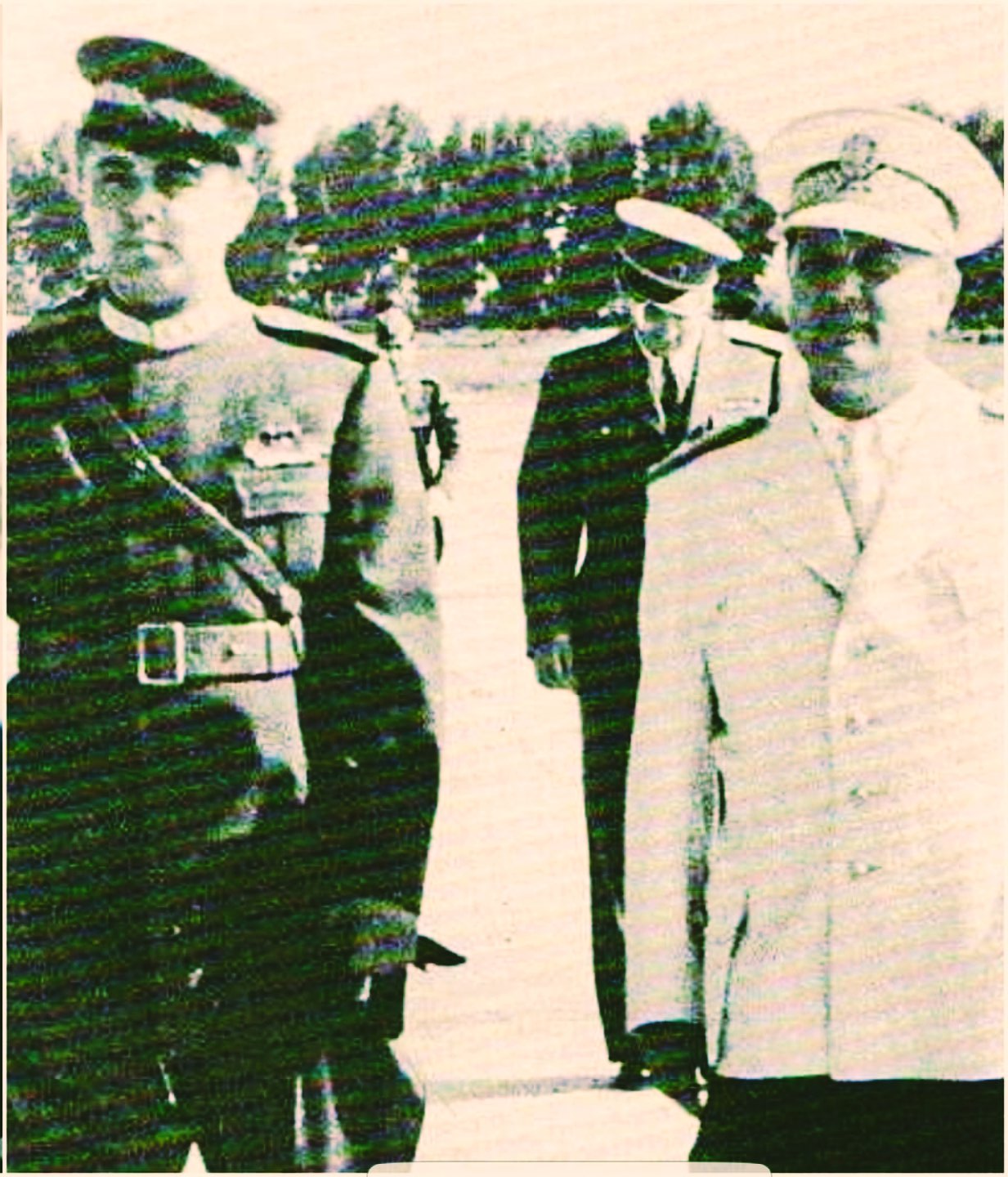
铁托和阿尔巴尼亚最高领导人恩維爾·霍查

南斯拉夫共產黨在二戰中取得了勝利，並且得以決定國家的形式。1943年11月，南斯拉夫反法西斯人民解放委员会第二次會議，決定了戰後的南斯拉夫將由五個民族共組聯邦；1945年戰爭結束後，该议会在11月的制憲會議宣布南斯拉夫成立新政府，废除君主制。重建統一的南斯拉夫國家，凝聚內戰中分裂的各民族，共產黨的領導者铁托扮演了關鍵的角色。
由於第一南斯拉夫的經驗顯示，數量最多、分佈最廣的塞裔傾向壟斷政治；因而铁托試著降低塞爾維亞的規模，使之處於與其他民族差不多的位置。他重劃戰前的行政區疆界，將部分塞爾維亞人口撥給克羅埃西亞、波士尼亞，以減少塞爾維亞的規模；而塞爾維亞境內的匈牙利人以及阿爾巴尼亞人，建立了伏伊伏丁那自治省與科索沃自治區兩個自治區。
1946年1月31日，南斯拉夫戰後第一部憲法規定，由六個共和國以及伏伊伏丁那自治省、科索沃自治區組成南斯拉夫聯邦人民共和國；1963年的憲法，再將之更名為「南斯拉夫社會主義聯邦共和國」，並將科索沃升格為與伏伊伏丁那同等的自治省。

## 民族政策
南斯拉夫是一个多民族国家，塞尔维亚人占三成，克罗地亚人占二成，其余为其他斯拉夫民族如穆斯林族、斯洛文尼亚人、马其顿人、黑山人等以及非斯拉夫民族如阿尔巴尼亚人、马扎尔人等。铁托作为一个克罗地亚人，塞尔维亚民族主义者认为他当政时期对南斯拉夫的第一大民族塞尔维亚人采取打压政策。
1966年起对兰科维奇集团“中央集权主义——大塞尔维亚主义”的打击十分严厉，其影响一直持续到1970年代，有4万塞族干部因此被整肃。在制度上，铁托时代实行有利于抑制塞尔维亚民族主义的安排。
除缩小塞尔维亚版图以外，铁托设立“南斯拉夫族”，鼓励人们放弃原有族群认同而去改宗这一新的民族群体。

## 文明建设
在铁托时代，南斯拉夫党和政府把精神建设作为社会主义事业的一个重要组成部分。为了从整体上推动社会主义精神建设的进程，铁托引导党内和学术界就它所包含的两个方面的内容，即思想建设和文化建设，展开讨论和论证，又在此基础上通过法律程序作出了一系列有关政治思想、教育、科学、文化等方面的决议，并取得实践经验。

## 外交與經濟成就

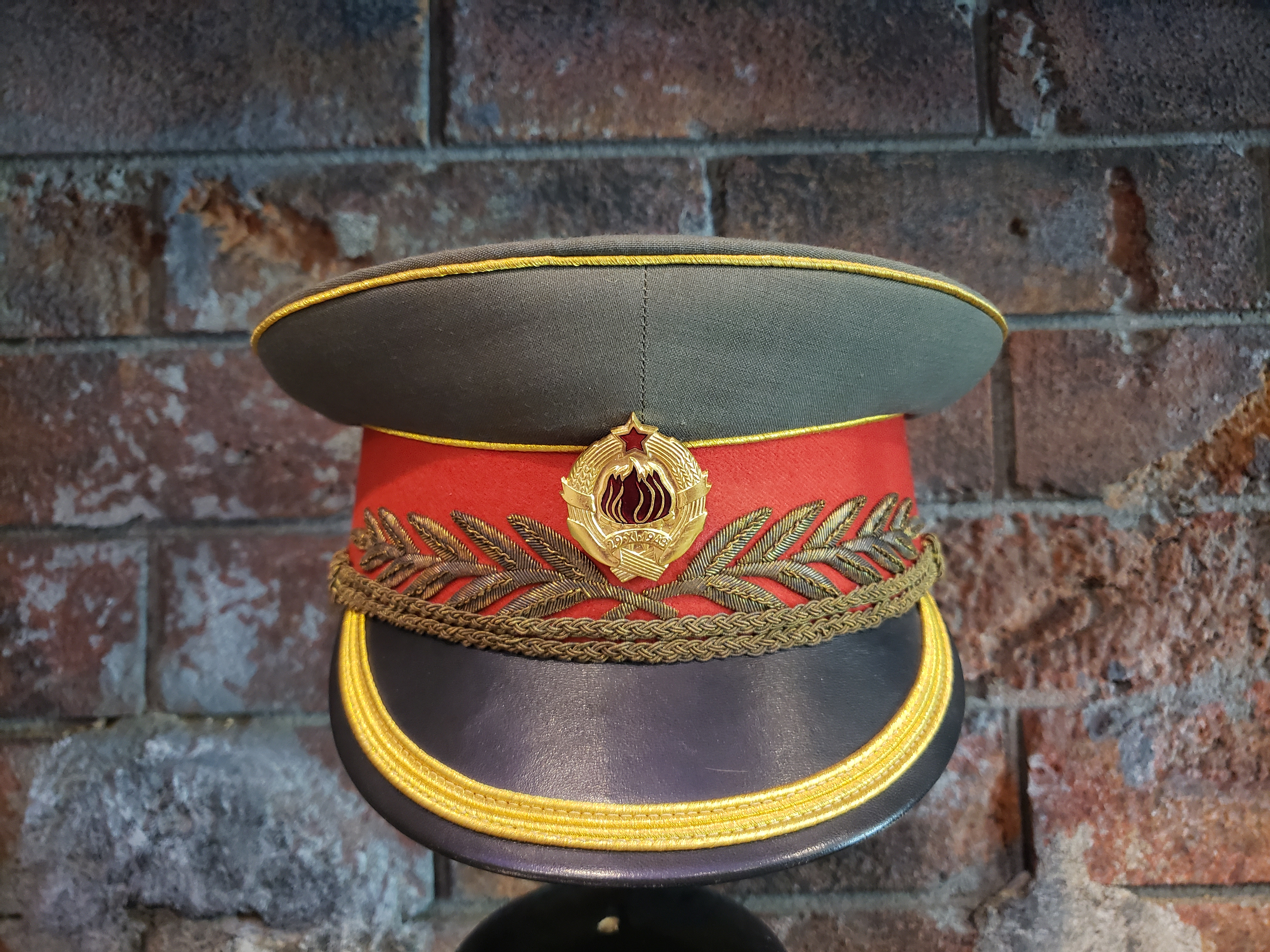
莫斯科衛國戰爭中央博物館藏鐵托元帥禮服軍帽

铁托是戰後首位敢挺身對抗蘇聯的擴張，與史達林决裂的共产黨領袖，1949年蘇聯及其衛星國廢止與南斯拉夫的友好互助條約，南斯拉夫單獨走自己的鐵托主義路線；直到1955年，铁托才与赫鲁晓夫改革后的苏联恢复正常外交关系。1956年匈牙利事件后，苏联与南斯拉夫关系一度又有恶化；后来随着中苏交恶与决裂，苏南关系又迅速升温。
1950年代，南斯拉夫開始與亞非等地的第三世界國家有所接觸，先是印度及緬甸，之後拓展到埃及跟印尼，1955年與中华人民共和国建交。1956年，铁托與印度總理尼赫魯及埃及總統納瑟三人在布里俄尼島發表聲明，支持不結盟運動，並於1961年在南斯拉夫首都貝爾格萊德召開首次高峰會，使其不論在國內，或是第三世界國家，都越來越受到歡迎。這項運動的成員國不願涉入冷戰，拒絕與美蘇兩大強國結盟，至2007年已有118成員國，涵蓋了聯合國三分之二的成員國，全世界55%的人口居住在這些國家之中。
1950到1960年代初期，南斯拉夫的經濟成長相當突出。雖然其生活水準始終無法真正趨近於西歐的水平，但是顯然超過其他共產黨所領導的國家。人民的滿意度與內部的安定度，不但能夠維持，甚至還進一步提升；隨之而來的驕傲感也不斷增加，使大部分的南斯拉夫人相信，他們的模式是一種有效的辦法。
苏共在斯大林时代认为铁托的南斯拉夫是修正主义的样板，而在1960年代，赫鲁晓夫时期的苏联转而认为南斯拉夫是真正的社会主义国家，而毛泽东领导下的中国坚持继续称南斯拉夫为修正主义国家。苏联勃列日涅夫政府在1968年镇压捷克斯洛伐克布拉格之春后，苏联与南斯拉夫关系一度又出现紧张，铁托派特使爱德华·卡达尔到北京面见毛泽东，中国与南斯拉夫关系改善。为防止中国与南斯拉夫亲密，勃列日涅夫宣布勃列日涅夫主义宣称的苏联可以为了安全武装干预“社会主义阵营”任何一国的范围不包括南斯拉夫，苏南关系才再度改善。

## 晚年與爭議
1970年代中期以來，石油危機和全球經濟萎縮迫使各地進行改變，也對南斯拉夫產生嚴重的影響。南斯拉夫經濟在1974年第一次石油危機時受到致命的重創，而接下來稱為「契約經濟」的經濟改革又被評為「一團混亂。運作開銷龐大，生產動機和效率卻幾近於零」，使得南斯拉夫唯有大量向外借款，以維持投資與消費層面的活絡。铁托的晚年消耗在撐過新的政經局面當中，南共及铁托本人的凝聚力漸漸被腐蝕。經濟增长乏力，使得铁托的聲望明显滑落，不過依舊維持著相當的水平，他更於1974年當選終身總統。

## 去世
1980年5月4日，铁托在斯洛文尼亚首府卢布尔雅那逝世，享年87歲，結束37年的执政，但他的政治影響一直到1992年南斯拉夫解體。他的遗体葬于贝尔格莱德花宫。

## 葬礼
铁托並非驟然過世，他在醫院躺了四個月，他的病情是每天報紙的頭條新聞。來自世界各地的政要和要人群集铁托的葬禮，場面氣派，勝過其他同類場合。南斯拉夫人為近乎所有國家所表示的友誼和關懷感到驕傲。
铁托下葬在狄托紀念館花宮內一座樸素的大理石墓中，這處墓地成為大規模的朝聖目標。铁托過世後的最初四年間，共有超過一千一百萬人前來謁靈，這個數字是南斯拉夫人口的一半。铁托夫人约婉卡·布罗兹在2013年逝世後同樣歸葬於此。

## 著作
- 铁托选集 （1926-1951年）
- 铁托自述（后人依据铁托存世的文件资料完成）
- 铁托在普拉的演说

## 參见
- 苏南冲突
- 铁托主义
- 铁托帽
- 蓝色列车 (铁托)
- 马其顿共产党—铁托力量